# Listă de conducători de stat din 772
768 - 769 - 770 - 771 - 772 - 773 - 774 - 775 - 776
Aceasta este o listă a conducătorilor de stat din anul 772:

## Europa
- Anglia, statul anglo-saxon Northumbria: Alhred (rege, 765-774)
- Anglia, statul anglo-saxon East Anglia: Ethelred (rege, ?-?) (?)
- Anglia, statul anglo-saxon Essex: Sigeric (după 758-797/798)
- Anglia, statul anglo-saxon Kent: Eadherht (rege, 725-după 762) (?)
- Anglia, statul anglo-saxon Mercia: Offa (rege, 757-796)
- Anglia, statul anglo-saxon Sussex: Osmund (după 758-772?), Oswald și Oslac (regi, după 772)
- Anglia, statul anglo-saxon Wessex: Cynewulf (rege, 757-786)
- Asturia: Aurelio (rege, 768-774)
- Bavaria: Tassilo al III-lea (duce din dinastia Agilolfingilor, 749-788)
- Benevento: Arechis al II-lea (duce, 758-774; principe, 774-787)
- Bizanț: Constantin al V-lea Copronimul (împărat din dinastia Isauriană, 741-775)
- Bulgaria: Telerig (han, 768-777)
- Cordoba: Abu'l-Mutarrif Abd ar-Rahman I ibn Muauia ibn Hișam (emir din dinastia Omeiazilor, 756-788)
- Francii: Carol cel Mare (rege din dinastia Carolingiană, 768-814; ulterior, rege al Italiei, 774-814; ulterior, rege al Bavariei, 788-814; ulterior, împărat occidental, 800-814)
- Friuli: Petru (duce, 751-774)
- Gruzia, statul Abhazia: Leon al II-lea (rege, 767/768-811/812)
- Gruzia, statul Khartlia (Iberia): Nerse (suveran, cca. 760-779/780)
- Longobarzii: Desiderius (rege, 756-774; ulterior, duce de Spoleto, 758-759)
- Neapole: Grigore al II-lea (duce, 766/767-793/794)
- Scoția, statul picților: Ciniod (rege, 763-775)
- Scoția, statul celt Dalriada: Aed Finn (rege, 748-778)
- Spoleto: Theodicius (duce, 763-773)
- Statul papal: Ștefan al III-lea (sau al IV-lea) (papă, 768-772) și Adrian I (papă, 772-795)
- Veneția: Maurizio I și Giovanni Galbaio (dogi, 764-787)

## Asia

### Orientul Apropiat
- Bizanț: Constantin al V-lea Copronimul (împărat din dinastia Isauriană, 741-775)
- Califatul abbasid: Abu Djafar Abdallah al-Mansur ibn Muhammad (calif din dinastia Abbasizilor, 754-775)

### Orientul Îndepărtat
- Cambodgea, statul Tjampa: Prithindravarman (rege din a cincea dinastie, 758?-774/784)
- China: Daizong (împărat din dinastia Tang, 762-779)
- Coreea, statul Silla: Hyegong (Kon-un) (rege din dinastia Kim, 765-780)
- India, statul Chalukya răsăriteană: Vișnuvaradhana al IV-lea (rege, 764-799)
- India, statul Gurjara Pratihara: Devaraja (Devașakti) (rege, ?-?) (?)
- India, statul Pallava: Nandivarman al II-lea Pallavamalla (Nandipotavarman) (rege din a treia dinastie, 731-795)
- India, statul Raștrakuților: Krisna I (rege, 758-773)
- Kashmir: Jayapida (sau Vinayaditya) (rege din dinastia Karkota, 751-782)
- Japonia: Konin (împărat, 770-781)
- Nepal: Narendradeva al II-lea (rege din dinastia Thakuri, cca. 740-777)
- Sri Lanka: Mahinda al II-lea Silamegha (rege din dinastia Silakala, 765-785)
- Tibet: K'ri-srong lDe-bTsan (Tri-song De-tsen) (chos-rgyal, 755-797)